# Andrew Majda
Andrew Joseph Majda (East Chicago, 30 de janeiro de 1949 – 12 de março de 2021) foi um matemático estadunidense.
Foi palestrante plenário do Congresso Internacional de Matemáticos em Quioto (1990: The interaction of nonlinear analysis and modern applied mathematics) e palestrante convidado do Congresso Internacional de Matemáticos em Varsóvia (1983: Systems of conservation laws in several space variables).

## Obras
- com Andrea Bertozzi: Vortices and incompressible flow, Cambridge University Press, 2001
- Compressible Fluid Flow and Systems of Conservation Laws in Several Space Variables, Springer 1984
- Introduction to Partial Differential Equations and Waves for the Atmosphere and Ocean, Courant Lecture Notes, Bd. 9, American Mathematical Society, Courant Institute of Mathematical Sciences, 2002
- com R. Abramov, M. Grote: Information theory and stochastics for multiscale nonlinear systems, American Mathematical Society 2005
- com X. Wang: Nonlinear Dynamics and Statistical Theories for Basic Geophysical Flows, Cambridge University Press, 2006